# 2. Klavierkonzert (Brahms)
Das Zweite Klavierkonzert in B-Dur op. 83 ist ein Werk für Klavier und Orchester von Johannes Brahms. Es entstand erst 22 Jahre nach seinem ersten Klavierkonzert.

## Hintergrund
Brahms begann seine Arbeit am Konzert im Jahre 1878, unterbrach die Arbeit daran allerdings nach einigen Skizzen. Er beendete das Werk erst 1881 in Pressbaum nahe Wien, kurz nach der Rückkehr von seiner zweiten Italienreise.
Brahms sandte eine Kopie der fertigen Partitur an seinen Freund, den Chirurgen und Geiger Theodor Billroth, dem der Komponist seine ersten beiden Streichquartette gewidmet hatte. Trotz ihres ehrgeizigen Umfangs bemerkte Brahms bei diesem Anlass nur: „ein paar kleine Klavierstücke“; er liebte solche Untertreibungen. In einem Brief an Elisabeth von Herzogenberg hieß es, er habe „ein ganz ein kleines Klavierkonzert geschrieben mit einem ganz kleinen zarten Scherzo“. Tatsächlich ist dieser zweite Satz zehn Minuten lang und zudem sehr dramatisch.
Das Stück wurde am 9. November 1881 in Budapest uraufgeführt, und Brahms selbst spielte den Solopart. Anders als sein erstes Klavierkonzert, das eher reserviert aufgenommen wurde, war das zweite Klavierkonzert ein großer Erfolg. Brahms gab eine Reihe von erfolgreichen Konzerten in Deutschland, Österreich und den Niederlanden, teilweise dirigiert von Hans von Bülow.

## Form
Anders als die meisten Konzerte, die aus drei Sätzen bestehen, besitzt dieses vier, wobei der langsame dritte Satz zusätzlich durch die Rolle eines solistisch herausgehobenen Cellos hervorsticht:
1. Allegro non troppo
2. Allegro appassionato
3. Andante
4. Allegretto grazioso

Mit seinen vier Sätzen und einer beträchtlichen Aufführungsdauer von etwa 50 Minuten kommt dieses Konzert dem Typus einer „Symphonie mit Klaviersolo“ recht nahe. Das Konzert war zum Entstehungszeitpunkt eines der längsten, wenn nicht das längste überhaupt.
Orchesterbesetzung:
- 2 Flöten (2. auch Piccolo)
- 2 Oboen
- 2 Klarinetten
- 2 Fagotte
- 4 Hörner
- 2 Trompeten
- Pauken
- Streicher (Solo-Cello im 3. Satz)

## Analyse

### Allegro non troppo
Der erste Satz wird im Wesentlichen von zwei Themen getragen. Das erste, das zuerst von Horn und Klavier gemeinsam vorgetragen wird, ist lyrischer Natur, während das zweite agil und tänzerisch wirkt. Die Verbindung mit der Durchführung geschieht durch einen kürzeren Tutti-Teil. In dieser werden die verschiedenen Motive verknüpft und die Themen werden in ihrem Charakter variiert. Dies geschieht in einer Art Dialog zwischen Orchester und Klavier. Die Reprise ist wiederum strukturell gesehen unabhängig. Sie ordnet die verschiedenen thematischen Bestandteile des Anfangs neu und lässt Platz für Virtuosität und Figurationen.

### Allegro appassionato
In diesem Konzert übernimmt der zweite Satz die Rolle eines Scherzos. Er hat mit dieser Form allerdings nur den 3/4-Takt und den Trio-Teil gemeinsam. Letzterer ist mit Largamente überschrieben. Überwiegend wird wie im vorigen Satz das Thema nach Art der Sonatensatzform verarbeitet. Der Schwung und die Virtuosität, die dem Klavierpart innewohnen, sollen auf Zeitgenossen besonders beeindruckend und faszinierend gewirkt haben.

### Andante
Das Thema des langsamen Satzes, der einem Lied ähnelt, wird von einem Solocello vorgetragen. Der Satz hat sowohl Züge der dreiteiligen Liedform als auch der Variation. Die Melodieführung wird vom Klavier an das Violoncello und im Mittelteil an die Klarinette abgegeben.

### Allegretto grazioso
Der Schlusssatz ist ein heiter gestimmtes Rondo-Finale, angehaucht vom ungarischen Stil. Das Klavier und das Orchester tragen das punktierte Hauptthema vor, darauf folgt eine Art Kantilene, gespielt von den Holzbläsern. Das Klavier entwickelt diese weiter und deutet diese figurativ um. Das Hauptthema wird zweimal wiederholt. Darauf setzt das zweite Episodenthema, dieses Mal gespielt vom Klavier, ein. Ähnlich wie das Hauptthema enthält es Punktierungen, wurde aber um eine Drehfigurik ergänzt. Wiederum folgt ein elegischer Holzbläser-Part. Mit der Coda wird dieser durch ein Un poco più presto verbunden.

## Berühmte Aufnahmen
Unter der großen Zahl an Aufnahmen dieses Werkes ist beispielsweise die Einspielung von Swjatoslaw Richter mit Erich Leinsdorf und dem Chicago Symphony Orchestra (RCA 1961) hervorzuheben.
Weitere berühmte Aufnahmen:
- Wilhelm Backhaus, Staatskapelle Dresden, Karl Böhm (EMI 1939)
- Vladimir Horowitz, NBC Symphony Orchestra, Arturo Toscanini (Viola, Konzertmitschnitt 1940)
- Edwin Fischer, Berliner Philharmoniker, Wilhelm Furtwängler (DGG, Konzertmitschnitt 1942)
- Arthur Rubinstein, RCA Symphony Orchestra, Josef Krips (RCA 1958)
- Rudolf Serkin, Philadelphia Orchestra, Eugene Ormandy (CBS 1960)
- Géza Anda, Berliner Philharmoniker, Ferenc Fricsay (DGG 1961) und Herbert von Karajan (DGG 1968)
- Claudio Arrau, Concertgebouw-Orchester, Bernard Haitink (Philips 1969)
- Emil Gilels, Berliner Philharmoniker, Eugen Jochum (DGG 1972)
- Krystian Zimerman, Wiener Philharmoniker, Leonard Bernstein (DGG 1985)
- Alfred Brendel, Berliner Philharmoniker, Claudio Abbado (Philips 1992)